# Капитан Андреево
Капитан Андреево е село в Южна България, то се намира в община Свиленград, област Хасково, на границата с Турция.

## География
Капитан Андреево се намира в Горнотракийската низина по поречието на река Марица.

## История
Допреди Балканската война през 1912 година, западно от местността Дованджанската река от северната страна на Цариградския път е имало ханче, фурна, гостилница, чешма и джамия в окаяно състояние, наречена Якък минаре, а по-късно приеминувана във Виран теке. От южната част на пътя срещу джамията се е намирал полицейски участък. Тези няколко постройки оформяли едно малко селище, което носело името на джамията Виран теке.
Това малко селище се намирало в земите на Дели Юсеин, които били с граници на юг до река Марица, на запад до землището на село Пашакьой (днешното Генералово), на север до село Карадър (днешното Чернодъб), а на изток до селата Дованджа и Кършали, които днес са на територията на Турция, до самата граница с България. Постройките във Верантеке също били собственост на Дели Осман.
След неговата смърт наследник на имота става синът му Рафид бей, който по-късно дава част от земята и постройките на чичо си Джазар Мустафа бей. След смъртта на Джазар Мустафа бей имотът се наследява от двама негови зетьове. По това време границата между България и Турция е източно от Хабибчево (днешния Любимец). По време на Балканската война от 1912 година Турция отстъпва и сключва примирие с България, като границата се отдръпва на линията Мидия-Енос.
През 1913 година започва Междусъюзническата война и Турция отново настъпва. По пътя си опожаряват български домове и прогонват българското население от Одринска Тракия. Жителите на село Дованджа са принудени да напуснат своите домове по време на жътва с малко покъщнина и най-ценното, което имат. В своя бяг те стигат до Стара Загора, а турците настъпват и стигат до Симеоновград / Търново Сеймен. По пътя си те ограбват и опожаряват Мустафа паша (днешния Свиленград).
След разбиването на турските войски те отстъпват. Минавайки през Мустафа паша, вземат със себе си строителен и дървен материал за своите нужди, като ги струпват във Верантеке. Границата между двете държави отново е определена, като тя минава източно от Мустафа паша по местността Якъка.
Турците изгубват Мустафа паша и със заграбения материал решават да построят Ени Мустафа Паша (Новият Свиленград) на мястото на Виран теке. За целта откупили земя от чифлика на Али, зет на Рафит бей, и през 1914 година построили 36 едноетажни къщи наречени шаронски и 3 големи двуетажни дървени постройки с площ 300 кв. м за околийския управител. Изкопани били основите на нова джамия в центъра на селото южно от Цариградския път. Построена е чешма на селския мегдан.
Със започване на Европейската война, границата между двете държави отново се променя, като оттогава стои в сегашното си положение. Поставен е митнически и военен пост.
За да се спасят от османските издевателства, българите от останалите под владичество села Дованджово и Кемал бягат в посока Стара Загора, Могилово и Малък манастир и през 1915 се завръщат по родните си места и се заселват във Виран теке, което село според Конвенция по ректификация на българо-турската граница е присъединено към България. Някои от тях започват да обработват собствените си ниви, намиращи се на българска територия, други разорават необработвана земя. В селото се заселват малоазийски бежанци, дошли с кораби през Мраморно море и бежанци от съседните български села, останали на територията на Гърция.
Селско общинско управление – с. Капитан Андреево (Виран теке) съществува от 1915 г. В състава му влизат селата: Генералово, Чернодъб и Райкова могила.
Комисията, работила по преименуването на българските селища през 1931 – 1932 г. спазва правила при преименуването, сред които е приемане на предложенията, дошли от самите населени места чрез Проектозаконите
на МВРНЗ. Така през 1934 година Виран теке е преименувано на Капитан Андреево на името на капитан Никола Андреев, загинал през 1912 година за освобождението на България.
До 1934 г., съгласно Закона за Селските общини (ДВ, бр. 70 от 22 юли 1886 г.) общинските съветници се избират по законодателен ред, а кметът и помощник-кметът се избират с тайно гласуване из средата на съветниците като всички те се утвърждават и уволняват от длъжност от Министъра на Вътрешните дела. Общинското управление като орган на местната власт се грижи за реда и спокойствието на територията на общината, осигурява приходите на управлението, които изразходва освен за заплати на общинския персонал и за благоустрояване на селището, за нуждите на просветното и здравно дело, за селското стопанство и др.
През 1935 г. губи самостоятелността си и влиза в състава на община Свиленград. След 1935 г., съгласно Наредбата – Закон за Селските общини (ДВ, бр. 100 от 3 август 1934 г.) селото е с кметски наместник, назначен от Околийския управител.

## Културни и природни забележителности
В наши дни Капитан Андреево е най-голямото село в община Свиленград, наброяващо около 1000 жители. В центъра се издигат сградите на основно училище „Капитан Никола Андреев“, читалище „Нов живот“, кметство. В собствен парцел в центъра е построена църквата „Св. Георги Победоносец“.
Река Марица минава в близост до Капитан Андреево, която е много пълноводна през пиковите си сезони (пролет, есен).
Централния южен поглед на селото е точно срещу южната ни съседка – Гърция, там се намира мястото където е загинал капитан Никола Андреев. Издигнат е паметник в негова чест.
В центъра на село Капитан Андреево има бюст-паметник на легендарния капитан Андреев. Там през 1981 г., по случай 105 г. от рождението му, са положени костите му, които дотогава се намират в Свиленград.